# Drumoak
Drumoak är en ort i Storbritannien.   Den ligger i kommunen Aberdeenshire och riksdelen Skottland, i den norra delen av landet, 600 km norr om huvudstaden London. Drumoak ligger 58 meter över havet och antalet invånare är 716.
Terrängen runt Drumoak är platt åt nordost, men åt sydväst är den kuperad. Drumoak ligger nere i en dal. Runt Drumoak är det ganska glesbefolkat, med 29 invånare per kvadratkilometer. Närmaste större samhälle är Aberdeen, 16,5 km öster om Drumoak. Trakten runt Drumoak består i huvudsak av gräsmarker.